# Sătuc (okręg Buzău)
Sătuc – wieś w Rumunii, w okręgu Buzău, w gminie Berca. W 2011 roku liczyła 679 mieszkańców. 